# 1,3,5-三氨基-2,4,6-三硝基苯
三氨基三硝基苯（代号：TATB）是一种非常钝感的耐热炸药，对撞击、摩擦、火花、热、光、冲击波等外界刺激均不敏感，因此又被称为木头炸药。三氨基三硝基苯常作为含能钝感剂与黑索金、CL-20等混合制备黏结炸药以改善其感度与耐热性能，在军事和领域有所应用。
为便于叙述，下文统一称三氨基三硝基苯为TATB。

## 历史
TATB最早由C·L·杰克逊于1888年制得，后因成本高昂而未能得到应用。20世纪70年代，TATB因其耐热性能优良而被再次深入研究，1976年，美国开始规模生产该药。TATB的含氯量对其热安定性能有显著影响，70年代末，各国相继开始研发无氯生产路径，此后数年间相继有多种高产率制备方法问世。80年代后，TATB逐步开始应用于对能量和安全性能要求较高的常规武器及核武器，美国先后以其为基础药研制出了LX-17、PBX9502等多型黏结炸药。

## 物理性质
一般条件下的TATB为黄色粉末状结晶，其晶体密度为1.937g/cm3。TATB耐热性能优良，其熔点高于330°C，初始分解温度约为340°C，爆燃温度则可达到384°C。TATB在室温下既不挥发也不吸湿，且由于特殊分子结构中氢键作用显著，其在绝大多数常规溶剂中几乎不溶解，仅在浓硫酸中溶解度较高。TATB会与非质子溶剂发生迈森海默尔重排致使其溶解度上升，但21°C时，其在二甲基亚砜中的溶解度依然只有0.23g/L，直至148°C时才升至6.6g/L，在该体系中引入1-乙基-3-甲基咪唑乙酸盐（结构参见CID 66648016 PubChem的链接）可以极大程度提升TATB的溶解度，在21°C达到25g/L。

## 化学性质
TATB化学性质稳定，与铁、铝、铬、铜、锡、锌等常用金属均不会发生反应。
TATB在阳光或紫外光照射后，其外观会发生黄色至绿色至黑色的变化过程，部分研究认为该变化主要由表面分子经光照吸收能量后转化为激发态，进而促使电子跃迁形成游离基所致，此后的研究在变色过程中捕捉到亚硝基衍生物的存在，但游离基具体结构依然存在争议。绿色TATB与黄色TATB在物理化学性质方面表现非常类似，前者在一定温度环境下分解产气量和失重量略多于后者，爆发点也下降数摄氏度，但总体热安定性能依然优异。此外，两种颜色的TATB在高温环境下放置一段时间，其颜色均会加深。

## 制备工艺
TATB存在多种制备方法，可依照合成路径是否含氯分为两大类。

### TATB含氯合成方法
TATB的含氯合成方法一般以1,3,5-三氯苯为原料，经硝酸盐-发烟硝酸、硝酸-浓硫酸等体系硝化制备均三氯三硝基苯，随后将该中间体与氨、尿素等胺化剂一同溶于苯、甲苯、二甲苯等溶剂中胺化处理，即可制得TATB。由于TATB几乎不溶于这些有机溶剂，使用该法制得的TATB一般不再精制。TATB的工业生产一般也采用该方案，即将1,3,5-三氯苯放入150°C的硝酸-发烟硫酸体系硝化2.5小时得到TCTNB，该步骤产率约80%，随后使用氨在150°C、0.4MPa的甲苯环境下反应10小时，过滤得到纯净的TATB。该方法主要问题包括苛刻的反应条件、较长的反应时间、第一步硝化不完全所产生的含氯有机废料及氨化过程中所产生的氯化铵副产物过多。使用该方法的一种工艺流程如下：
针对上述方法反应温度高、反应时间长的缺陷，一些学者提出了以3,5-二氯苯甲醚（结构参见CID 36588 PubChem的链接）为原料的合成路径。该方法将3,5-二氯苯甲醚置于高浓度硝酸和硫酸的混酸中，在100°C下反应15分钟得到3,5-二氯-2,4,6-三硝基苯甲醚，该步骤产率约为98%，随后将该中间体溶于甲苯，于0.15MPa、30°C环境下反应30分钟即可得到TATB，产率约为96%，但该法依然会产生含氯副产物。
此外，一些学者还提出了以3,5-二氯苯胺和三聚氰氯为原料的合成路线。该方法以氯苯为溶剂，两种原料先发生缩合反应，再在75°C的硝酸硫酸混酸体系下反应2小时，经乙醇重结晶后得到结构复杂的硝化产物，随后将得到的白色固体溶于丙酮，再在室温下与氨水反应即可得到TATB。该方法可将原料价格降为原先的五分之一。

### TATB无氯合成方法
20世纪80年代以来，各国研究人员相继开发出了多条TATB无氯合成线路，但至今依然未能完全取代传统的工业合成方法。现有的部分合成路径如下：
- 以均苯三酚为原料硝化制得2,4,6-三硝基-1,3,5-苯三醇（结构参见CID 4555524 PubChem的链接），后经醚化反应生成三硝酸均苯三醚，最后氨化得到TATB[15]。
- 以4-硝基苯胺、苦基氯等物质为原料制取2,4,6-三硝基苯胺，经4-氨基-1,2,4-三唑、甲醇钠、二甲基亚砜混合体系氨化后可制得TATB，在适当条件下产率可达到95%[17]。
- 以苦酰胺为原料，与1,1,1-三甲基碘化肼（TMHI，结构参见CID 18683 PubChem的链接）在含有甲醇钠或叔丁醇钾等强碱的环境下反应，适当条件下产率可达95%[18]。
- 以苯甲酸为原料经硝化制得3,5-二硝基苯甲酸（英语：3,5-Dinitrobenzoic acid），再经由施密特反应制得3,5-二硝基苯胺（结构参见CID 12068 PubChem的链接），该物质在浓硫酸和浓硝酸体系下反应后以一定方法过滤干燥得到2,3,5,6-四硝基-1,4-苯二胺，最后与氨气反应制得TATB[19]。
- 以TNT为原料选择还原甲基对位的硝基得到4-甲基-3,5-二硝基苯胺（结构参见CID 3318698 PubChem的链接），随后硝化得到五硝基苯胺，最终氨化得到TATB[20]。

## 爆炸性能
TATB的氧平衡为-55.8%，属负氧平衡炸药。TATB的爆热为5MJ/kg，爆容1150L/kg，压药密度1.847g/cm3时爆压25.9GPa，压药密度1.89g/cm3时爆压29.1GPa。与其他绝大多数炸药类似，TATB的爆速也与其压药密度正相关，密度1.8g/cm3时爆速7350mm/s，密度1.847g/cm3时爆速升至7748m/s，其总体爆炸性能不及RDX、HMX等猛炸药。